# Дион
Дѝон (на гръцки: Δίον; на латински: Dium) е античен град в Егейска Македония, Гърция.

## География
Разположен е в Пиерийската равнина, край едноименното село Дион (до 1961 година Малатрия), на 13 километра южно от град Катерини и на 6 километра от крайбрежието на Солунския залив, в северното подножие на планината Олимп.

## История
Името на града е алтернативна гръцка форма на Зевс, богът на дневната светлина и водач на олимпийските богове. Първото споменаване на Дион е у Тукидид, който казва, че това е първият град, достигнат от спартанския военачалник Бразид след навлизането му от Тесалия във владенията на Пердика II Македонски в хода на експедицията срещу атинските колонии в Тракия през 424 г. пр. Хр. Според Диодор Сицилийски, цар Архелай I Македонски в V век пр. Хр. дава тласък на развитието на града, като установява в него деветдневни празненства, посветени на Зевс и музите, които включвали атлетически и драматически състезания.

### Разкопки
Местоположението на античния Дион в Малатрия е установено за пръв път на 21 декември 1806 година от известния английски пътешественик Уилям Лийк, който публикува откритието си в 1835 година в третия том на „Пътешествия в Северна Гърция“. Леон Юзи посещава Дион по време на своята известна македонска археологическа експедиция през 1855 година и отново през 1861 година. По-късно Георгиос Икономос публикува първата серия от надписи от Дион. Систематични разкопки обаче започват едва в 1928 година, след като в 1913 година Дион попада в Гърция. Разкопките, продължили до 1931 под ръководството на Георгиос Сотириадис, разкриват македонска гробница от IV век пр. Хр. и раннохристиянска базилика. Разкопките са подновени в 1960 година от екип начело с Георгиос Бакалакис в района на театъра и стената. От 1973 година професор Димитриос Пандермалис от Солунския университет води разкопките в района. В 2006 година е открита вградена в стените на града статуя на Хера.